# Abdisalam Omer
Abdisalam Omer, in somalo:Cabdisalaan Omeer; arabo:عبد السلام عمر; (Awdal, 1955), è un economista e politico somalo, con cittadinanza anche statunitense, governatore generale della Banca centrale della Somalia dal gennaio al settembre 2013. Nel febbraio 2015 è stato nominato Ministro degli affari esteri nel governo del Primo ministro Omar Abdirashid Ali Sharmarke.

## Biografia
La famiglia di Omer proviene dalla regione nord-occidentale di Awdal, nel Somaliland e fa parte del clan Gadabuursi.
All'età di 16 anni, Omer si trasferì negli Stati Uniti. Per la sua istruzione post-secondaria, ha studiato al Boston College, dove ha conseguito un Bachelor of Science in Economics nel 1977. Quattro anni dopo, ha completato un Master in Pubblica Amministrazione presso l'Oklahoma State University. Omer ha successivamente insegnato politica americana, amministrazione pubblica e del personale, bilancio e valutazione dei programmi agli studenti universitari dell'Università del Tennessee. Contemporaneamente, ha conseguito nel 1986 un dottorato di ricerca in Pubblica Amministrazione presso la stessa università.

## Carriera
Nel 1987, Omer ha lavorato come ricercatore associato presso ACRC Systems con sede a New York. Si è poi trasferito a Tifa per l'Inter,, nel 1989, dove è stato consulente per studenti internazionali su questioni di immigrazione e naturalizzazione presso la Southeastern University. Successivamente Omer è entrato a far parte dei progetti di miglioramento del capitale della contea di Prince William, dove ha lavorato per oltre tre anni come analista di gestione e budget. È stato anche consulente in finanza internazionale per la regione Africa della Banca Mondiale per un breve periodo.

### Distretto di Columbia
Nel 1992, Omer ha iniziato a lavorare come analista di bilancio senior per la sicurezza pubblica e l'istruzione presso l'Ufficio del bilancio di Washington. In seguito è stato team leader per l'istruzione pubblica presso l'ufficio del CFO e poi come direttore finanziario per le scuole pubbliche del Distretto di Columbia dopo l'agosto 1996.
Nel maggio 1997, Omer è stato nominato vice direttore finanziario del governo di Washington, D.C. I suoi compiti includevano la gestione di un budget annuale di 2 miliardi di dollari, oltre a un budget operativo di 6 miliardi di dollari. Ha inoltre formulato un'analisi completa delle politiche e del bilancio, ha avanzato riforme dei formati e dei processi e ha raggiunto il pareggio di bilancio per tre anni consecutivi.
Nell'aprile 1999, Omer è stato nominato capo di gabinetto del comune. Ha supervisionato 75 membri del personale senior presso l'ufficio esecutivo del sindaco e uno staff di oltre 28.000 persone. Ha anche fornito guida e supporto ai direttori delle agenzie e ai vicesindaci, ha mantenuto relazioni politiche con il Congresso e il Consiglio, ha collaborato con i media nazionali e ha sviluppato parametri di riferimento per le prestazioni, pianificazione strategica e altri aspetti dell'agenda politica generale del Distretto di Columbia.

### Banca Mondiale e UNDP
Dal 2001 al 2002, Omer ha lavorato come consulente esperto in finanze municipali nel cluster della Banca Mondiale dell'Asia orientale e della regione del Pacifico. In tale occasione ha formato le autorità municipali di Shanghai sulle emissioni obbligazionarie.
Tra il 2002 e il 2006, Omer ha iniziato a ricoprire il ruolo di capo del Programma di Governance e Servizi Finanziari (GFS) del "Programma di Sviluppo delle Nazioni Unite" nelle regioni autonome del Puntland settentrionale e del Somaliland della Somalia. Il programma prevedeva una formazione in materia di riscossione delle tasse, bilancio governativo e gestione finanziaria, assegnazione della gestione del territorio e creazione di unità di pianificazione e progettazione urbana nei confronti di città selezionate in collaborazione con l'UNHABITAT (United Nations Human Settlements Programme). Inoltre, Omer ha fondato il primo programma dell'UNDP a sostegno delle imprese di trasferimento di denaro. L'iniziativa mirava a sostenere la crescita del settore privato locale. Ha anche fornito consulenza economica al governo somalo e ha formato più di 100 analisti finanziari attraverso il programma LICUS delle Nazioni Unite e della Banca Mondiale. Allo stesso modo, Omer guidò la creazione di un nuovo istituto di pubblica amministrazione. Contemporaneamente ha contribuito a stabilire i programmi di formazione dell'Università SIMAD di Mogadiscio.